# Jean-Louis Legrand
Pour les articles homonymes, voir Legrand.
Jean-Louis Legrand, né le 10 février 1949, est un joueur français de handball.
Considéré comme le meilleur handballeur français des années 1970, il a fait les beaux jours de la Stella Sports Saint-Maur avec laquelle il a remporté cinq titres de Champion de France et une des deux Coupes de France qu'il a disputé.
Après sa carrière sportive, il fait toute sa carrière dans la société Adidas, d'abord comme représentant, puis comme chef des ventes et enfin comme responsable de l'activité football. Il occupe aussi à de nombreuses reprises le rôle de consultant auprès des télévisions françaises.

## Palmarès

### Club
- Vainqueur du Championnat de France (5) : 1972, 1976, 1978, 1979 et 1980
  - Finaliste en 1974
- Vainqueur de la Coupe de France (1) : 1978.

### Sélection nationale
- 77 sélections en équipe de France entre 1971 et 1977[1]
- Il a été capitaine de l'équipe de France

### Distinction personnelle
- Nommé dans l'élection des meilleurs joueurs français du XXe siècle (Sept de diamant)